# Furcula sibirica
Furcula sibirica är en fjärilsart som beskrevs av Daniel 1965. Furcula sibirica ingår i släktet Furcula och familjen tandspinnare. Inga underarter finns listade i Catalogue of Life.